# Fastighetsmäklare

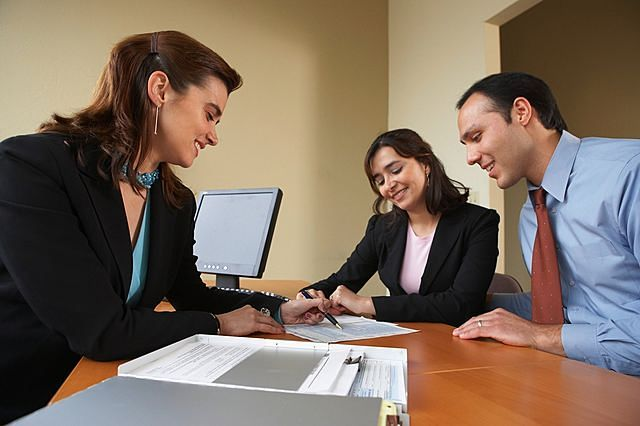
En fastighetsmäklare på ett mäklarkontor gör affärer med ett par.

En fastighetsmäklare är en person som yrkesmässigt ägnar sig åt förmedling av fastigheter, delar av fastigheter, byggnader på annans mark, tomträtter, ägarlägenheter, bostadsrätter, andelsrätter avseende lägenhet, arrenderätter eller hyresrätter.

## Fastighetsmäklare i Sverige
Fastighetsmäklaryrket är sedan 1984 ett av staten reglerat yrke. Behörighet att yrkesmässigt förmedla fastigheter är förbehållet advokater och registrerade fastighetsmäklare. För att bli registrerad som fastighetsmäklare krävs en högskoleutbildning om 120 hp, 10 veckors praktik på en mäklarbyrå och att mäklaren har en adekvat ansvarsförsäkring. Statliga Fastighetsmäklarinspektionen meddelar efter prövning titeln registrerad fastighetsmäklare (kallas ofta bara fastighetsmäklare).
År 2022 fanns drygt 7 500 registrerade fastighetsmäklare i Sverige. Av mäklarfirmorna har endast ett fåtal fler än 19 anställda. De största kedjorna, baserat på antal anställda mäklare, är i storleksordning: Fastighetsbyrån, Svensk Fastighetsförmedling, Länsförsäkringar Fastighetsförmedling, Bjurfors, Skandiamäklarna, Mäklarhuset och Properties & Partners. Det finns även jämförelsesajter för bostadssäljare som vill anlita mäklare, och söktjänster för mäklare.
En av mäklarens viktigaste skyldigheter är att tillvarata både köparens och säljarens intressen. Man brukar säga att mäklaren är en opartisk mellanman. Det är dock tillåtet för mäklaren att särskilt beakta uppdragsgivarens ekonomiska intressen avseende priset på fastigheten, om detta kan ske utan att bryta mot någon av lagens regler. Mäklaren får t.ex. aldrig undanhålla viktig information från köparen, framför allt när det gäller fel på fastigheten, i syfte att få ut ett högt pris. Något regelverk för att avregistrera ohederliga mäklare finns inte. Enligt en undersökning av Aftonbladet år 2016 är det vanligt med lockpriser och fejkade bud förekommer i hälften av alla försäljningar för att trissa upp priset.
En fastighetsmäklare ska alltid följa god fastighetsmäklarsed och är förpliktigad att utföra sitt arbete med omsorg. Om man anser att en mäklare har agerat ohederligt kan man anmäla denne till Fastighetsmäklarinspektionen, som granskar mäklaren och beslutar om eventuella påföljder. Vad som utgör god fastighetsmäklarsed är inte fastställt i lagen, utan utvecklas kontinuerligt baserat på avgöranden i Fastighetsmäklarinspektionens tillsynsärenden samt förvaltningsdomstolarnas praxis.
Fastighetsmäklaren är inte part i själva köpeavtalet, utan har endast en förmedlande roll. Ett förmedlingsuppdrag kan vara mer eller mindre omfattande, men mäklarens uppgifter inkluderar normalt journalföring, olika kontroller av fastighet och ägarskap, värdering, objektbeskrivning, marknadsföring och visningar. I mäklarens uppdrag ingår vanligtvis även att informera spekulanter om säljarens önskemål kring försäljningen, hantera budgivning och skapa en anbudsförteckning, att skriftligen informera om köparens undersökningsplikt, medla i frågor som rör överlåtelsen, upprätta köpehandlingar, samt medverka vid kontraktsskrivning och tillträde. Journal och anbudsförteckning ska överlämnas till säljare och köpare efter att fastighetsmäklaren har slutfört sitt uppdrag.

### Mäklarföretagets roll och ansvar
Mäklarföretaget i sig får inte bedriva förmedling, det är den enskilde fastighetsmäklaren som ingår avtal med uppdragsgivaren och personligen ansvarar för att förmedlingsuppdraget sköts enligt god fastighetsmäklarsed. Företaget har dock ett övergripande ansvar att förse sina mäklare med tillämpliga verktyg och upprätta rutiner och riktlinjer som underlättar deras förmåga att följa god mäklarsed. Det är inte bara mäklarna som måste vara opartiska, även mäklarföretagen ska ha en oberoende roll. I Fastighetsmäklarlagen (2021:516) 3 kap. 6, 9 och 11 § specificeras därför tre strikta förbud som gäller både mäklare och företag. Ett mäklarföretag får inte under några omständigheter agera som ombud för en säljare gentemot en köpare eller vice versa. En mäklare får emellertid åta sig vissa begränsade uppgifter. Varken företag eller anställda mäklare får köpa fastigheter som de senare har eller har haft i uppdrag att förmedla. De får inte heller ägna sig åt förtroenderubbande verksamhet. Vad som räknas som förtroenderubbande verksamhet beror på typen av verksamhet, dess omfattning, samt storleken på ersättningen och övriga omständigheter. Säljare och köpare ska kunna lita på att mäklare och mäklarföretag verkar helt oberoende och inte påverkas av egna intressen som kan ha negativ inverkan på endera part.

### Den äldre titeln auktoriserad fastighetsmäklare
Den äldre titeln auktoriserad fastighetsmäklare meddelades åren 1947 - 1984 av Stockholms Handelskammare med stöd av en kunglig förordning. Titeln avskaffades officiellt i och med 1984 års fastighetsmäklarlag, och de som innehade den titeln kunde bli registrerad fastighetsmäklare utan att uppfylla något krav på utbildning.

### Fastighetsmäklarorganisationer
Det finns två aktiva fastighetsmäklarorganisationer i Sverige: Mäklarsamfundet och Fastighetsmäklarförbundet (FMF).

### Tillsyn av fastighetsmäklares verksamhet och disciplinära åtgärder
Fastighetsmäklarinspektionen (FMI] är den myndighet som sköter tillsyn och disciplinära åtgärder som rör fastighetsmäklare. Alla mäklare som avser bedriva yrkesmässig förmedling av fastigheter måste vara registrerade hos FMI.
Om man tycker att en fastighetsmäklare har agerat ohederligt eller misskött sitt uppdrag på något sätt kan man skicka in en anmälan till Fastighetsmäklarinspektionen. Myndighetens disciplinnämnd granskar då ärendet och beslutar därefter om eventuella påföljder. I de fall mäklaren inte bedöms ha begått något fel eller förseelserna anses vara mycket ringa avskrivs ärendet. Vid mindre allvarliga brister får mäklaren en erinran. Bedömer FMI att mäklaren har gjort fel men att felet inte är så pass allvarligt att det motiverar en avregistrering så utfärdas en varning.
Brott mot penningtvättslagen kan ge påföljd i form av en erinran eller varning alternativt en anmodan om att göra rättelse. Därutöver kan mäklaren även bli skyldig att betala en sanktionsavgift. Om en fastighetsmäklare har begått allvarliga brott, dragit på sig stora skulder eller på annat sätt brustit i sina skyldigheter kan Fastighetsmäklarinspektionens disciplinnämnd även besluta om att återkalla dennes registrering. Avregistrering kan också göras om FMI får reda på att mäklaren inte har en giltig ansvarsförsäkring eller inte uppfyller de andra formella yrkeskraven. Beslutet om avregistrering kan i vissa fall vara tidsfördröjt i upp till tre veckor och mäklaren kan då fortsätta arbeta fram till dess att återkallelsen vinner laga kraft. Har Fastighetsmäklarinspektionen beslutat att återkalla mäklarens registrering med omedelbar verkan måste denne direkt upphöra med alla förmedlingsuppdrag. Mäklaren har dock möjlighet att överklaga beslutet, med Förvaltningsrätten i Karlstad som första instans.
Varningar finns i Fastighetsmäklarinspektionens register, som är offentligt. Genom att ringa till Fastighetsmäklarinspektionen kan man enkelt få besked om en huruvida en mäklare är varnad och nämndens skäl för varningen. 2021 varnades totalt 60 mäklare, för bland annat lockpriser, tveksamheter i marknadsföring och objektbeskrivning, bristande omsorgsplikt, rådgivnings- och upplysningsskyldighet samt oegentligt agerande som bryter mot god fastighetsmäklarsed. Antalet mäklare som varnas eller får erinran av FMI fördubblades från tidigt 2000-tal till 2022, från 40 per år till 80.